# Mladen Barbarić (glumac)
Mladen Barbarić (Kičevo, Makedonija, 1953.) je hrvatski kazališni, televizijski i filmski glumac.

## Životopis
Suprug je glumice Sanje Milosavljević-Barbarić.

## Filmografija

### Televizijske uloge
- "Velo misto" kao Pegula (1980. – 1981.)
- "Boško Buha" (1980.)
- "Dva drugara" (1976.)

### Filmske uloge
- "Snohvatice" (1983.)
- "Bila jednom ljubav jedna" kao grof Oršić (1981.)
- "Oružje od mora" (1981.)
- "Dvoboj za južnu prugu" kao Srećko (1978.)
- "Mizantrop" (1977.)
- "67. sastanak Skupštine Kneževine Srbije" (1977.)
- "Tanjir vrućih čvaraka" (1975.)

### Kazališne uloge
- "Cigla", HNK Split kao Prijatelj (1998.)

## Vanjske poveznice
- Mladen Barbarić u internetskoj bazi filmova IMDb-u (engl.)